# Южные Карпаты
Южные Карпаты, или Трансильванские Альпы (рум. Carpatii Meridionali) — крайняя южная часть горной системы Карпат. Расположены полностью на территории республики Румыния (исторические области Валахия, Мунтения, Олтения, Банат, Трансильвания). Основой южно-карпатский хребет тянется с запада на восток на протяжении порядка 300 км. Южные Карпаты — это наиболее высокая и наиболее сейсмичная часть Карпатской горной системы. Высочайшая точка — гора Молдовяну высотой 2544 м.

## География
Естественные границы Южных Карпат это перевал Предял на востоке у реки Прахова, после которого хребет резко поворачивает на север, а на западе — ущелье Железные Ворота, которое пробили себе воды Дуная. На северо-западе долина реки Муреш отделяет от Южных Карпат Западно-Румынские горы. Южные Карпаты состоят из нескольких массивов, часто высокогорных: Бучеджи, Годяну, Ретезат, Лотру, Фэгэраш с пиком Молдовяну (2543 м) и др. На западе к Южным Карпатам примыкают также Банатские горы. Геологически сложены в основном гранитами, гнейсами, а также песчаниками и известняками. Вершины заняты альпийскими лугами, которые издавна использовали для выпаса скота валахи. Южные склоны гор сильно расчленены долинами многочисленных и довольно полноводных рек, притоков Дуная. Среди них: Жиу, Олт, Црна, Арджеш, Яломица, Дымбовица и многие другие, образующие обширные конусы выноса у горных подножий и на равнине. Именно долины рек служат своеобразным проводником инфраструктуры края, так как по ним с севера на юг проложены железные дороги и автотрассы. Высотная поясность чётко выражена. До высоты 900—1000 метров дубово-буковые леса, до 1700 метров — хвойные леса, выше — альпийские луга, почему и получили название Трансильванских Альп.
Для защиты природы правительством Румынии был создан национальный парк Ретезат, имеется также несколько заказников-резерватов. В предгорьях издавна имеются бальнеологические курорты. Значителен рекреационный потенциал. Горно-климатический курорт Синая, бальнеологические курорты-санатории: Кэлимэкешти, Бэиле-Еркулане, Бэиле-Говора, Бэиле-Олэнешти.

## Природа
В предгорьях на высотах до 700 метров — степи и лесостепи, на высотах от 700—1000 метров — буковые леса и дубравы, от 1200 до 1700 метров — хвойные леса, сменяющиеся далее кустарниками, на высотах свыше 2000 метров — субальпийскими и альпийскими лугами. Полезные ископаемые: нефть (на южных склонах у городов Флорешти, Питешти и др.), каменный уголь (месторожд. Петрошени), поваренная соль, золото, серебро и др.